# This Is What Democracy Looks Like
This Is What Democracy Looks Like es un documental estadounidense de 2000, dirigido por Jill Friedberg y Rick Rowley, que también se encargaron de la producción, los protagonistas son Noam Chomsky, Michael Franti y Susan Sarandon, entre otros. Esta obra fue realizada por Big Noise Films y Independent Media Center; se estrenó el 12 de octubre de 2000.

## Sinopsis
Este documental está rodado por 100 operadores de cámara aficionados, se dan a conocer las grandes protestas que hubo en Seattle, en noviembre de 1999, oponiéndose a la cumbre de la Organización Mundial del Comercio que se realizaba ahí.